# Oullins
Oullins je jugozahodno predmestje Lyona in občina v vzhodnoosrednjem francoskem departmaju Rhône regije Rona-Alpe. Leta 2019 je naselje imelo 26.500 prebivalcev.

## Geografija
Naselje se nahaja na desnem bregu reke Rone, jugozahodno od Lyona.

## Administracija
Oullins je sedež istoimenskega kantona, vključenega v okrožje Lyon.

## Zanimivosti
- Šola sv. Tomaža Akvinskega, francoski zgodovinski spomenik,
- cerkev sv. Martina, na trgu Place Anatole France,
- Château de la Cadière (1492),
- Hôtel de Ville (1903),
- Park Chabrières.

## Pobratena mesta
- Nürtingen (Nemčija),
- Pescia (Italija).